# Susie Liggat
Susie Liggat es una productora de televisión británica.

## Carrera
En su carrera en televisión, primeramente fue asistente de dirección, hasta convertirse en productora con The Sarah Jane Adventures.
Durante la producción de la tercera temporada moderna de Doctor Who, Liggat produjo su primera historia en varios episodios (Naturaleza humana - La familia de sangre), supliendo al productor regular, Phil Collinson, que en esos episodios actuó como productor ejecutivo junto a Russell T Davies y Julie Gardner.

## Filmografía
| Año       | Título                                        | Puesto                    | Ref.   |
| --------- | --------------------------------------------- | ------------------------- | ------ |
| 1996      | Beautiful Thing                               | Asistente de dirección    | [ 1 ]  |
| 1997      | Policía de barrio                             | Asistente de dirección    |        |
| 1997      | Mrs. Dalloway, de Virginia Woolf              | Asistente de dirección    | [ 2 ]  |
| 1998      | Our Mutual Friend                             | Asistente de dirección    | [ 3 ]  |
| 1999      | Inadaptados y peligrosos                      | Asistente de dirección    | [ 4 ]  |
| 2001      | Teachers                                      | Asistente de dirección    | [ 5 ]  |
| 2001      | Mientras haya hombres                         | Asistente de dirección    | [ 6 ]  |
| 2001      | Hotel                                         | Asistente de dirección    | [ 7 ]  |
| 2002      | Érase una vez en los Midlands                 | Agradecimiento especial   | [ 8 ]  |
| 2002      | This Is Not a Love Song                       | Productora ejecutiva      | [ 9 ]  |
| 2002      | Las hermanas de la Magdalena                  | Productora ejecutiva      | [ 1 ]  |
| 2003      | Burn It                                       | Asistente de dirección    |        |
| 2003      | Rockface                                      | Asistente de dirección    | [ 10 ] |
| 2004      | Black Books                                   | Asistente de dirección    | [ 11 ] |
| 2005      | Casanova                                      | Asistente de dirección    | [ 12 ] |
| 2006      | Doctor Who                                    | Asistente de dirección    | [ 13 ] |
| 2006      | Piccadilly Jim... o cómo atrapar a un playboy | Asistente de dirección    | [ 14 ] |
| 2006-2008 | Doctor Who Confidential                       | Aparición como ella misma | [ 15 ] |
| 2007      | The Sarah Jane Adventures                     | Productora                | [ 16 ] |
| 2007-2008 | Doctor Who                                    | Productora                | [ 13 ] |
| 2010      | Blood and Oil                                 | Productora                | [ 17 ] |
| 2011      | Sugartown                                     | Productora                | [ 17 ] |
| 2011      | House of Anubis                               | Productora                | [ 18 ] |

## Premios
| Año  | Premio                         | Categoría                            | Por                                                                 | Resultado | Ref.   |
| ---- | ------------------------------ | ------------------------------------ | ------------------------------------------------------------------- | --------- | ------ |
| 2009 | Premios BAFTA                  | Mejor serie dramática                | Doctor Who Junto a Phil Collinson, Russell T Davies y Julie Gardner | Nominado  | [ 19 ] |
| 2009 | Grand Prix 'Cinéma Tout Ecran' | Mejor serie dramática y de colección | Blood and Oil Junto a Mat Chaplin, David Attwood y Guy Hibbert      | Ganador   | [ 20 ] |